# Prémio Primeira Obra do P.E.N. Clube Português
O Prémio Primeira Obra do PEN Clube Português é um prémio literário instituído pelo P.E.N. Clube Português.
O prémio é entregue anualmente a primeiras obras originais de escritores, desde 2002. Tem o valor pecuniário de 2500€.

## Vencedores
- 2002 – Manuel de Queiroz com O Dedo na Ferida
- 2003 – Frederico Lourenço com Pode um desejo imenso
- 2004 – Alexandre Nave com Columbários & Sangradouros
- 2005 – Pedro Canais com A lenda de Martim Regos
- 2006 – Ana Cristina Oliveira com Continentes Negros
- 2007 – Catarina Nunes de Almeida com Prefloração
- 2008 – Maria Helena Santana com Literatura e ciência na ficção do século XIX; Francisco Camacho com Niassa
- 2010 – Ricardo Gil Soeiro com Iminência do encontro: George Steiner e a leitura responsável; Maria da Conceição Caleiro com O cão das ilhas
- 2011 – André Gago com Rio Homem
- 2012 – Pedro Vieira com Última paragem: Massamá
- 2013 – Raquel Nobre Guerra com Groto sato
- 2014 – Rosa Oliveira com Cinza; João Pedro Cachopo com Ensaio sobre o Pensamento Estético de Adorno
- 2015 – Susana João Carvalho com António Lobo Antunes: a desordem natural do olhar; Gabriela Ruivo Trindade com Uma outra voz
- 2016 - Não atribuído
- 2017 - Não atribuído